# Lambda Ursae Majoris
Lambda Ursae Majoris (Tania Borealis, 33 Ursae Majoris) é uma estrela na direção da constelação de Ursa Major. Possui uma ascensão reta de 10h 17m 05.93s e uma declinação de +42° 54′ 52.1″. Sua magnitude aparente é igual a 3.45. Considerando sua distância de 134 anos-luz em relação à Terra, sua magnitude absoluta é igual a 0.38. Pertence à classe espectral A2IV.